# Regius Professor of Logic (Aberdeen)
Der Regius Professor of Logic ist eine 1860 durch Königin Victoria gegründete Regius Professur für Logik (Philosophie) und englische Sprache an der University of Aberdeen. Die damals übliche Verbindung mit der Englischen Sprache wurde kurz vor dem Tod von William Minto durch die Universität aufgehoben. Die Professoren konzentrierten sich anschließend auf die Vermittlung von Moralphilosophie und Logik, die für viele Studiengänge erforderlich waren.

## Inhaber des Lehrstuhls
| Name                        | Namenszusatz                  | von           | bis           | Anmerkung |
| --------------------------- | ----------------------------- | ------------- | ------------- | --- |
| Alexander Bain              |                               | 1860          | 1880          | Bain hatte sich vor seiner Ernennung mehrfach für Professuren an verschiedenen Universitäten beworben und war wiederholt aufgrund seiner puritanischen Einstellung abgelehnt worden. 1860 wurde er auf Empfehlung von George Cornewall Lewis mit Letters Patent zum ersten Professor of Logic and English an der University of Aberdeen. |
| William Minto               | M.A.                          | 1880          | 1893          | Minto hatte drei erstklassige Abschlüsse von der frisch vereinigten University of Aberdeen, in Classics, Mathematik und Logik. Von 1867 bis 1873 arbeitete er als Assistent von Bain und schrieb sein Werk Manual of English Prose Literature, Biographical and Critical. Er ging nach London, wo er sich als Journalist versuchte und Beiträge zu verschiedenen Zeitschriften schrieb und zur Encyclopaedia Britannica. Mit nur 47 Jahren verstarb Minto just in dem Moment, als die Universität die Logik und die Englische Sprache trennte und er sich auf sein bevorzugtes Fach hätte konzentrieren können. |
| Robert Adamson              | M.A.                          | 1893          | 1895          | Der in Edinburgh und Heidelberg ausgebildete Adamson hatte in Edinburgh und Manchester gelehrt, bevor er die Professur übernahm. Er verließ Aberdeen um Logik und Englisch an der University of Glasgow zu lehren. Er blieb dort bis zu seinem Tod, 1902. |
| William Leslie Davidson     | M.A., LL.D.                   | 1895          | 1926          | Davidson verfasste den Artikel zu seinem Vorgänger Alexander Bain für die 11. Auflage der Encyclopaedia Britannica. |
| Alexander Stewart Fergusson | Esq., M.A., LL.D.             | 1926          | 30. Sep. 1953 | |
| Robert Craigie Cross        | Esq., C.B.E., M.A., F.R.S.E.  | 1953          | 1978          | Als der in Glasgow ausgebildete Cross die Professur 1953 übernahm, war die Philosophie in zwei Lehrrichtungen aufgeteilt: Moralphilosophie und Logik sowie Metaphysik. Er modernisierte die Ausbildung nach dem Vorbild der University of Oxford und belebte das Fach damit neu. Ende der 1950er hatte Aberdeen wesentlich größere Klassen für Moralphilosophie und Logik als für Metaphysik und unterschied sich dadurch von vergleichbaren schottischen Universitäten. |
| John Robin Cameron          | Esq., M.A., B.Phil.           | 1978          | 30. Sep. 2001 | |
| vakant                      |                               | 30. Sep. 2001 | 2013          | |
| Crispin James Garth Wright  | M.A., Ph.D., B.Phil., D.Litt. | 2013          | unbekannt     | Wright entdeckte in den 1980er Freges Theorem und begründete mit seinen Untersuchungen und Arbeiten den Neo-Logizismus. |
| Michael Beaney              |                               | 2020          |               | Beaney genießt internationale Anerkennung für seine Arbeiten über die Geschichte der analytischen Philosophie, insbesondere zu Frege, Wittgenstein und Collingwood. Parallel zu dieser Professur hält Beaney eine volle Professur an der Humboldt-Universität Berlin. |